# Алимов, Игорь Александрович
И́горь Алекса́ндрович Али́мов (род. 11 августа 1964) — российский востоковед, китаевед и писатель-прозаик. Доктор исторических наук, заведующий отделом Восточной и Юго-Восточной Азии Музея антропологии и этнографии им. Петра Великого (Кунсткамера) РАН, директор издательства «Петербургское востоковедение».

## Биография
Сын зоолога академика РАН А. Ф. Алимова. Окончил восточный факультет Ленинградского университета; ученик О. Л. Фишман, В. В. Петрова, Л. Н. Меньшикова, Е. А. Серебрякова.
Работал переводчиком в Китае. В 1987 году поступил на работу в Музей антропологии и этнографии имени Петра Великого. В 1990—1991 годах стажировался на историческом факультете Пекинского университета.
В 1992 году вместе с группой единомышленников создал издательство «Петербургское Востоковедение». В 1997 году защитил кандидатскую диссертацию «Авторские сборники бицзи как источник по истории и культуре Китая эпохи Сун».
В 2007 году участвовал в подписании договора о сотрудничестве с Институтом антропологии и этнографии АОН КНР, в рамках которого в 2008 году состоялась экспедиция в Синьцзян и Цинхай.
18 октября 2010 года защитил докторскую диссертацию по теме «Китайские авторские сборники X—XIII вв. в очерках и переводах».

### Пьесы
- Социальная справедливость (1990)

### Монографии
- Вслед за кистью: Материалы к истории сунских авторских сборников бицзи. Часть 1 (1996)
- Срединное государство: введение в традиционную культуру Китая (1998)[3]
- Нефритовая роса: Из китайских сборников бицзи X—XIII веков (2000)
- Вслед за кистью: Материалы к истории сунских авторских сборников бицзи. Часть II (2004)
- Бесы, лисы, духи в текстах сунского Китая (2008)
- Лес записей. Китайские авторские сборники X—XIII вв. в очерках и переводах (2009)
- Алимов И. А., Кравцова М. Е. История китайской классической литературы с древности и до XIII века: поэзия, проза. — Часть 1, часть 2. — СПб.: Петербургское востоковедение, 2014. — 1407 с. — ISBN 9785858034735[4].
- Сад удивительного: Краткая история китайской прозы сяошо I—VI вв. (2014)
- Записи о сокровенных чудесах: Краткая история китайской прозы сяошо VII—X вв. (2017)
- Девушка с озера Сиху: Хун Май и его сборник «Записи И-цзяня» (2018)
- Записки о Сяо-лянь: Лю Фу и его сборник «Высокие суждения у дворцовых ворот» (2019)
- Неспешные записи: Из китайских сборников бицзи X—XIII вв. (2021)
- Облачный кабинет: Краткая история китайской прозы сяошо об удивительном X-XIII вв. (2021)

### Антологии
- Сосуды тайн. Туалеты и урны в культурах народов мира (2002)

### Цикл «Евразийская симфония»
Написан в соавторстве с Вячеславом Рыбаковым под псевдонимом Хольм ван Зайчик
- Первая цзюань
  - Дело жадного варвара (2000)
  - Дело незалежных дервишей (2001)
  - Дело о полку Игореве (2001)
- Вторая цзюань
  - Дело лис-оборотней (2001)
  - Дело победившей обезьяны (2003)
  - Дело судьи Ди (2003)
- Третья цзюань
  - Дело непогашенной луны (2005)

### Цикл «Пластилиновая жизнь»
- Арторикс (2003)
- Сарти (2003)
- Клокард (2003)

### Цикл «О чём умолчал Пу Сун-Лин»
- You Know My Name (2004)
- Romeo in bleeding (2005)
- Real love (2005)
- Coming to the East (2006)
- A fifteen minutes intermission (2008)
- О чём умолчал Пу Сун-лин: Сборник рассказов (2021)

### Участие в проекте «Этногенез»
- Дракон. Наследники Жёлтого императора (2010)
- Дракон-2. Назад в будущее (2011)
- Дракон-3. Иногда они возвращаются (2011)[5][6]

## Награды и премии
- Звёздный Мост, 2001: «Лучший цикл, сериал и роман с продолжением». 1 место («Золотой Кадуцей») за цикл «Евразийская симфония» (совместно с Вячеславом Рыбаковым).
- Мечи, 2001: «Меч в зеркале» за цикл «Евразийская симфония» (совместно с Вячеславом Рыбаковым).
- Интерпресскон, 2002 в категории «Крупная форма (роман)» за книгу «Дело жадного варвара» (совместно с Вячеславом Рыбаковым).
- Звёздный Мост, 2002: «Лучший цикл, сериал и роман с продолжением». 3 место за цикл «Евразийская симфония» (совместно с Вячеславом Рыбаковым).
- РосКон, 2002: в категории «Роман». 2 место («Серебряный РосКон») за книгу «Дело незалежных дервишей» (совместно с Вячеславом Рыбаковым).
- Беляевская премия, 2003. Серия научно-популярных публикаций «Сосуды тайн. Туалеты и урны в культурах народов мира»
- Странник, 2005. за цикл «Евразийская симфония» (совместно с Вячеславом Рыбаковым).
- Зиланткон, 2009: Большой Зилант за книгу «Дело непогашенной луны» (совместно с Вячеславом Рыбаковым).
- Басткон, 2009: Премия имени Вл. Одоевского («За поддержание традиций интеллектуальной фантастики») за «Coming to the East» (из цикла «О чём умолчал Пу Сун-лин»).
- Почетная грамота Российской академии наук